# Hosni Mubarak
Muhammed Hosni Said Mubarak (arabiska: محمد حسني السيد مبارك, Muḥammad Ḥusnī Sayyid Mubārak), född 4 maj 1928 i Al-Minufiyya-guvernatet, död 25 februari 2020 i Kairo, var Egyptens president från 14 oktober 1981 fram till fredagen 11 februari 2011 då han lämnade presidentposten efter massiva folkliga protester och hård press från den egyptiska militären.

## Biografi
Hosni Mubarak föddes i en fattig familj i en liten by i Nilens deltaområde 1928. Han blev kadett vid militärakademin, och tog där kandidatexamen, innan han började studera vid flygvapnets akademi, där han tog ytterligare en kandidatexamen. Han började sin yrkeskarriär som pilot i flygvapnet, han avancerade snabbt och blev 1964 utsedd att leda Egyptens militära delegation till Sovjetunionen. Det stora yrkesmässiga genombrottet kom 1967 då den dåvarande presidenten Gamal Abdel Nasser avskedade i stort sett hela den egyptiska militärledningen i kölvattnet efter Egyptens katastrofala nederlag mot Israel i Sexdagarskriget. Istället befordrade Nasser en grupp yngre officerare till högre militära grader. Mubarak, som då var officer inom flygvapnet, var en av dessa yngre officerare. Mellan 1967 och 1972 var han föreståndare vid flygvapnets akademi, och hade olika befattningar som befäl vid flygvapnet. 1972 blev han ställföreträdande krigsminister, och utsågs året därefter till Air Chief Marshal.

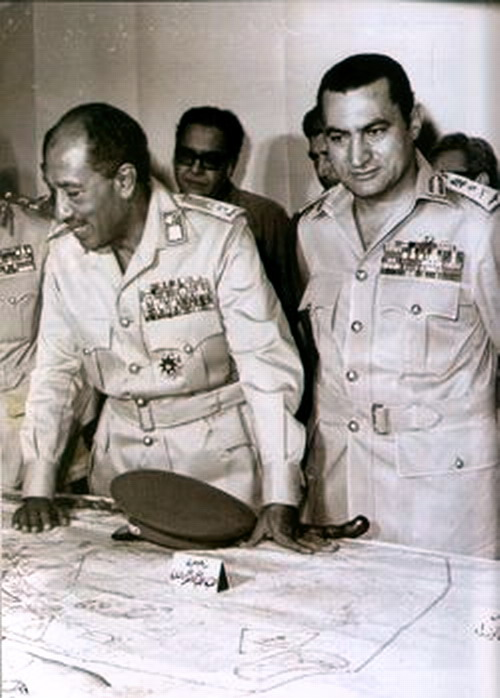
President Anwar Sadat (vänster) och Hosni Mubarak (höger) 1973.

Mubarak blev 1975 vicepresident under Anwar Sadat, samt 1978 vice partiordförande för Nationaldemokratiska partiet. Han närvarade vid den militärparad vid vilken president Sadat mördades, den 6 oktober 1981, duckade för kulregnet och klarade sig, och efterträdde såsom vicepresident Sadat på presidentposten. Mubarak fick vid en folkomröstning den 13 oktober stöd för att fortsätta som Egyptens president, med 98,3 procent av rösterna. Vid installationen och sin presidented den 14 oktober lovade han att Egypten skulle fullfölja vad de åtagit sig oavsett "om detta ogillas av större makter". Mubarak var tämligen okänd när han tillträdde på sin post, uppfattades som tillbakadragen, men blev snart betraktad som en taktfull person som med auktoritet kunde driva igenom Camp David-avtalet med Israel om att återfå Sinai. Mubarak fortsatte Sadats utrikes- och säkerhetspolitik från 1977 med nära förbindelser till USA och Israel. För detta har Egypten erhållit omfattande stöd från både västvärlden och Kina, till exempel genom en tunnelbanelinje i Kairo (från Frankrike), operahuset i Kairo (av Japan) och ett konferenscentrum där (av Kina). Mubarak vann stort erkännande, inte genom några storslagna politiska visioner, utan som plikttrogen statsledare som höll sina löften och fokuserade konkreta åtgärder som höjde folkets levnadsstandard.
1989 återinträdde Egypten i Arabförbundet, efter att ha varit uteslutet sedan Sadats försoning med Israel. Förbundets huvudkontor är åter förlagt till Kairo. När Saddam Hussein invaderade Kuwait vid Kuwaitkriget 1990, ställde sig Mubarak omedelbart bakom Saudiarabien, och sände trupper till Persiska viken den 11 augusti 1990, eftersom han såg möjligheten till en fredlig lösning som osannolik. Iraks agerande, som även innefattade gisslantagande av hundratals svenskar, splittrade arabvärlden.
Mubarak återvaldes vid fyra tillfällen; 1987, 1993, 1999 och 2005. De fyra första valen var han den ende kandidaten, men 2005 tilläts, efter påtryckningar från USA, motkandidater. Valet kritiserades dock för att orättvist ha gynnat Mubarak och NDP. Under Nasser och Sadat var Egypten i praktiken en enpartistat, hade under den förre haft drag av socialism, men under Sadat blivit mer liberal. Mubarak fortsatte på den liberala linjen. I konstitutionen står det alltjämt att Egypten är en "demokratisk, socialistisk stat", men också att landet skall ha en fri ekonomi. Politisk opposition hade inte varit tillåten under företrädarna, men vid ett parlamentsval 1984 tilläts några oppositionspartier, och då fick oppositionspartiet Wafd några platser. Denna trend fortsatte sedan Mubarak, om än situationen har mer gemensamt med den politiska situationen i Turkiet och Latinamerika, än den i Europa. Under 1990-talet började en islamsk opposition använda våld. Mubaraks svar på detta blev ett hårdnande styre och mindre demokrati.
Vid presidentvalet 2005 tilläts motkandidater att ställa upp, men valet fick internationell kritik för misstänkt valfusk, för våld och för repressalier mot oppositionen. Därtill är det svårt för partier att få partistatus och bli valbara. Flera partier bojkottade valet, och den största oppositionsrörelsen, Muslimska brödraskapet, fick inte ställa upp med någon kandidat, eftersom rörelsen är förbjuden. Den kandidat som kom tvåa i valet, Ayman Nour, som tillhör det liberala och sekulära partiet Hizb al-Ghad, fängslades men släpptes innan valet och dömdes senare till fem års fängelse för att ha förfalskat namnteckningar när partiet grundades. Något Nour ansåg vara absurt. Nour fick 8 procent av rösterna i valet och president Mubarak 89 procent.
Mubarak förlängde undantagstillståndet i Egypten, som har varit i kraft sedan mordet på Sadat 1981. Mubaraks försvar av detta var att det var nödvändigt för att bekämpa militant islamism och terrorism.
Hosni Mubarak var 1989–1990 och 1993–1994 ordförande i OAU, och har erhållit flera utmärkelser, bland annat av FN. Han tilldelades många statsordnar, bland annat Kungliga Serafimerorden.
Han var gift med Suzanne Thabet och paret har två söner. Medier i Egypten och andra länder spekulerade i att president Mubarak förberedde sin yngste son Gamal till att bli hans efterföljare. Under sin tid som president stoppade Mubarak undan miljarder dollar som investerades i bland annat fastigheter över hela världen.

## Protesterna och avgången
Den 25 januari 2011 utbröt massprotester mot Mubarak och hans regim i många av Egyptens städer, bland dem Kairo. Mubarak meddelade den 1 februari att han inte tänkte ställa upp i landets nästa presidentval, som skulle hållas i september samma år. Han lovade också att det skulle införas konstitutionella reformer fram till dess.
Demonstranterna ansåg fortfarande att Mubarak skulle avgå och att det som han nu lovat inte räckte. Dagen efter bröt våldsamma sammandrabbningar mellan anti-Mubarak demonstranter och pro-Mubarak demonstranter, och demonstrationerna fortsatte.
Den 10 februari hävdade Mubarak återigen att han inte tänkte avgå förrän efter presidentvalet. Dagen efter ryktades att presidenten och hans närmaste lämnat Kairo, och befann sig i Sharm el-Sheikh. Några timmar senare, den 11 februari tillkännagav vice presidenten Omar Suleiman att Mubarak avgått och att Högsta militärledningen tog över styret av Egypten fram till nästa presidentval.

## Hälsoproblemen
Den 12 april 2011 lades Mubarak in på sjukhus på grund av en hjärtattack. och hans hälsotillstånd ansågs vara mycket dåligt. Hans advokat meddelade den 20 juni 2011 att Mubarak drabbats av magcancer.

## Rättegång och dom
Den 13 april 2011 häktades Mubarak på grund av anklagelserna om förskingring, korruption och brott mot mänskliga rättigheter under sin tid som president.
Han dömdes till livstids fängelse den 2 juni 2012 för att ha mördat demonstranter vid upproret 2011. Rättegången togs sedan om och han friades från alla åtal. En annan domstol dömde år 2016 Mubarak och hans två söner Alaa och Gamal till tre års fängelse för korruption.
Mubarak frigavs år 2017 då han ansågs ha avtjänat sitt straff under den tid som han har hållits häktad på ett militärsjukhus i Kairo. Även hans söner frigavs.
Mubarak levde sina sista år i sin villa i Heliopolis i den egyptiska huvudstaden Kairo med sin hustru. Han avled, 91 år gammal, 25 februari 2020.

## Utmärkelser
- Storkorset av Isabella den katolskas orden,  1977[33]
- Kedja av Isabella den katolskas orden,  1985[34]
- Elefantorden,  1986[35]
- Jawaharlal Nehrus Pris,  1995[36]
- Hedersdoktor vid Pekinguniversitetet,  1999[37]
- Egyptens förtjänstorden
- Republiken Indonesiens stjärna
- Krysantemumorden
- Omanorden
- Umayyadorden
- Stara Planina-orden
- Nigers nationalorden
- Centralafrikanska republikens erkännandeorden
- 7 november 1987-orden
- Nationella Leopardorden
- Bruneis kungafamiljs orden
- Storkors av Malis nationalorden
- Egyptens republikorden
- Zolfaghars orden
- Riddare med storkors av Sankt Mikaels och Sankt Georgsorden
- Riddare av Serafimerorden
- Nilorden
- Gyllene örnens orden
- Storkedja av Henrik Sjöfararens orden[38]
- Kung Abdulaziz-orden
- Nordkoreas nationalflaggsorden
- Storkors av Republiken Polens förtjänstorden
- Storkedja av Godahoppsuddens orden
- Republiken Turkiets statsorden
- Storkorsriddare med kedja av Republiken Italiens förtjänstorden
- Hedersdoktor vid Moskvas statliga institut för internationella relationer[39]

[Redigera Wikidata]